# Pirangi do Norte

Localização no mapa de Parnamirim

Pirangi do Norte é um dos distritos de Parnamirim, município brasileiro do estado do Rio Grande do Norte. Foi criado pela lei municipal n° 841/1994. Sua população no censo demográfico de 2022 era de 3 486 habitantes (1,38% da população municipal), com uma densidade demográfica de 1 109,89 hab.km². Limita-se a norte com o distrito de Cotovelo, a sul e a oeste com o município de Nísia Floresta, sendo separado deste pelo rio Pirangi, e a leste é banhado pelo Oceano Atlântico.
A geografia local é marcada pela presença de falésias, que separam a planície costeira dos tabuleiros costeiros. A vegetação característica é a de Mata Atlântica, podendo serem encontradas espécies de restingas, cerrado e caatinga. Abriga a praia homônima de Pirangi do Norte, assim como o cajueiro de Pirangi, que já foi considerado o maior do mundo.